# Medaille für Arbeitsjubilare
Die Medaille für Arbeitsjubilare war eine staatliche Dienstauszeichnung des Landes Schleswig-Holstein, die 1967 vom damaligen Ministerpräsidenten Helmut Lemke in zwei Stufen, Silber  und Gold für 40- bzw. 50-jährige Dienstzeit im öffentlichen Dienst gestiftet wurde. Ihre Verleihungen wurden 1993 eingestellt.
Die runde Medaille in der Silberausführung besteht aus einer 800er Silberpunzierung und zeigt auf ihrem Avers mittig die dreizeilige Inschrift: FÜR / TREUE ARBEIT sowie einen darunter liegendes dreiblättriges Eichenlaubblatt mit zwei Eicheln. An dessen Blattstiel ist die Punzierung 800 eingeschlagen. Umschlossen wird die Symbolik von der obigen Umschrift: VIERZIGJÄHRIGEN ARBEITSJUBILÄUM die etwa nach 2/3 des Umganges in zwei unten gekreuzte Eichenlaubzweige übergeht. Das Revers zeigt hingegen mittig das Landeswappen von Schleswig-Holstein sowie die Umschrift: DER MINISTERPRÄSIDENT (oben) und SCHLESWIG-HOLSTEIN (unten). Getragen wurde die Medaille an der linken Brustseite des Beliehenen an einem blauen Bande mit einem beidseitig senkrecht eingewebten Weiß-Rot-Weißen Mittelstreifen. Die Medaille für das 50-jährige Dienstjubiläum ist nahezu unverändert, jedoch vergoldet und zeigt auf ihrem Revers die geänderte Umschrift: FÜNFZIGJÄHRIGES ARBEITSJUBILÄUM.